# Sergej Šamba
Sergej Šamba (abchazsky: Сергеи Мирон-иԥа Шамба (Sergej Miron-ipa Šamba), gruzínsky: სერგეი შამბა; nar. 15. března 1951) je abchazský historik a politik, který v letech 2010 až 2011 zastával funkci premiéra Abcházie a předtím působil jako dlouholetý ministr zahraničí této separatistické země. Od roku 2014 do 2017 byl poslancem Abchazského lidového shromáždění a od roku 2016 též předsedou strany Jednotná Abcházie. V minulosti dvakrát (v letech 2004 a 2011) neúspěšně kandidoval na prezidenta Abcházie. Od roku 2020 působí jako tajemník bezpečnostní rady státu.

## Život
Šamba se narodil v Gudautě a středoškolské vzdělání získal na suchumské 10. střední škole. V roce 1973 získal vysokoškolský diplom na fakultě dějepisu státního pedagogického institutu Tbilisi. V letech 1975–1976 absolvoval vojnu, kterou zčásti strávil v Šymkentu v Kazašské SSR. Od roku 1976 do 1990 pracoval pro Abchazskou státní univerzitu na katedře jazyka, literatury a dějin. Později v roce 1998 získal doktorát dějin.
V roce 1988 vstoupil Šamba do politiky svým podpisem s další přibližně šedesátkou politiků a akademiků na dopisu do Kremlu požadující pro abchazský národ právo na sebeurčení a větší rozhodovací práva národa na správu Abcházie, jež byla pod nadvládou Gruzínské SSR. V březnu 1990 se stal předsedou lidového hnutí Aidgylara, jehož byl již dva roky členem, a až do února 1992 vedl snahy abchazského národa o větší nezávislost. Zároveň ukončil své působení na univerzitě a stal se řadovým členem prezidia Nejvyššího sovětu Abchazské ASSR.
V době války s Gruzií byl prvním náměstkem ministra obrany separatistické Abcházie a komisařem pro válku, avšak oficiálně držel ještě před vypuknutím konfliktu funkci předsedy parlamentního výboru pro vzdělání a kulturu v Abchazském lidovém shromáždění, kterou vykonával do listopadu 1996. Od března toho roku do května 1997 byl ředitelem fondu kultury Republiky Abcházie. V té době vstoupil do nejvyšší politiky.

## Politická kariéra

### Ministr zahraničí Abcházie 1997–2004
7. května 1997 se totiž stal abchazským ministrem zahraničí poté, co v této funkci skončil Konstantin Ozgan. Ve funkci působil nepřetržitě sedm let a mezi jeho úkoly patřilo mimo jiné i hájit mediální obraz Abcházie a její získané nezávislosti na Gruzii v médiích z ostatních zemí. Coby odpůrce jakékoliv formy jednoty s Gruzií vedl několikrát abchazskou delegaci k jednání s gruzínskými představiteli, která uspořádala OSN. Zde však nedokázal získat žádnou podporu pro nezávislost Abcházie.
Mezi jeho další povinnosti patřilo jednání s nejrůznějšími nevládními organizacemi, jako například s ředitelem Mezinárodního hnutí Červeného kříže a Červeného půlměsíce Jeanem Michelem Corbotem. Podařilo se mu též zajistit podporu Agentury Spojených států amerických pro mezinárodní rozvoj pro několik projektů přestaveb a rekonstrukcí v hlavním městě Suchumi.
V roce 1998 získal na Jerevanském institutu archeologie a v roce 2001 mu byl udělený diplomatický titul mimořádného a zplnomocněného vyslance. 14. června 2004 Šamba na svou funkci rezignoval v reakci na vraždu Garriho Aiby, jednoho z kandidátů na budoucího prezidenta Abcházie a člena opozičního hnutí. Poté veřejně vyzval všechny ostatní kolegy z vlády, aby rovněž složili své mandáty.

### Prezidentské volby 2004–2005
Šamba se stal v roce 2004 jedním z největších kandidátů na prezidenta za koalici opozičního hnutí Amcachara-Jednotná Abcházie pro blížící se volby prezidenta. Nicméně 20. června toho roku vyhráli primárky Sergej Bagapš jako kandidát na prezidenta a Stanislav Lakoba jako kandidát na viceprezidenta. Šamba se rozhodl i nadále usilovat o prezidentský úřad, proto se spojil s Vladimire Aršbou coby s kandidátem na viceprezidenta a spolu zahájili vlastní kampaň. V době konání voleb získali 6,9 % hlasů a skončili na třetím místě. Volby ve výsledku vyvolaly vleklou politickou krizi, v níž se první i druhý nejúspěšnější kandidáti prohlašovali za vítěze, kterou vyřešilo až opakování voleb o pár měsíců později.
Během této politické krize založil Šamba s mnoha spolupracovníky z jeho prezidentské kampaně novou politickou stranu: Sociálně demokratická strana Abcházie. Sociální demokracie vyzvala Šambovy voliče bojkotovat opakované volby, sám Šamba v nich znovu nekandidoval.

### Podruhé ministr zahraničí Abcházie 2004–2010
14. prosince 2004 se prezident Ardzinba rozhodl kvůli problémům s volbou jeho nástupce reorganizovat vládu a Šamba se tak o den později znovu ujal funkce ministra zahraničí. Zároveň s tím se stal řadovým místopředsedou vlády, kterým byl až do zvolení nového prezidenta, kterým se stal jím kritizovaný Sergej Bagapš.
Na základě dohody o dělbě moci mezi Bagapšem a Chadžimbou, dle které měl Raul Chadžimba navrhnout svého kandidáta na ministra zahraničí, bylo rozhodnuto, že bude Sergej Šamba ponechán ve funkci, přestože si Bagapš na toto místo přál Natellu Akabovou. Došlo tak k nebývalé a paradoxní situaci, kdy byl součástí vlády člen opozice vůči prezidentovi a viceprezidentovi, neboť Sociálně demokratická strana Abcházie se rozhodla setrvat konzistentní ve svých postojích. Sám Šamba nakonec v sociální demokracii nakonec nesetrval dlouho.
V průběhu let se musel potýkat se zhoršenou bezpečnostní situací, kdy v Abcházii docházelo k častým příhraničním incidentům u hranic s Gruzií, což dle jeho slov bylo zapříčiněno mezinárodním uznáním Kosova, na což Gruzie reagovala vyostřením vztahů a následnou agresí vůči Jižní Osetii v létě 2008. Do médií vyslal vzkaz, že pokud by se situace v Jižní Osetii rychle nestabilizovala, je Abcházie připravena otevřít druhou frontu v západní Gruzii, aby se situace v Jižní Osetii neopakovala i v Abcházii. V té době též zopakoval postoj abchazské vlády a národa o odmítnutí plánu německého ministra zahraničí Franka-Walthera Steinmeiera na urovnání gruzínsko-abchazského konfliktu s odůvodněním, že otázka statutu Abcházie a národa v něm byla zmíněna až v závěrečné fázi plánu. Také vysvětlil orientaci země na Rusko tím, že se s Abcházií žádné jiné země nechtějí bavit. V době, kdy se Abcházie nakonec aktivně zapojila do války, Šamba varoval pozorovatele OSN před chystanou operací v soutěsce Kodori, kteří ji následně opustili.
Po skončení bojů se mělo o statutu Abcházie jednat v rámci Ženevských rozhovorů v říjnu toho roku, avšak Šamba s gruzínskou stranou žádná jednání neabsolvoval, neboť nedošlo k dohodě o formátu rozhovorů, především proto, že Abcházie požadovala být rovnocennou stranou jednání, což Gruzie odmítala. Takový vývoj byl zapříčiněn i mezinárodním uznáním Abcházie od Ruska a několika dalších států. Šamba v tomto případě spolu s Bagapšem volili pomalejší a opatrnější postup, tedy nebudou žádat ostatní státy, aby i ony okamžitě uznaly nezávislost Abcházie. Dle jeho názoru se bude možné o takových záležitostech s dalšími státy bavit nejdříve o deset let později.
Napětí však přetrvávalo, zejména kvůli pronikání gruzínských plavidel na abchazské pobřeží, jež zahájily námořní blokádu regionu a ty například zadržely tureckou nákladní loď s palivem směřující do Abcházie. Šamba proto v létě 2009 vydal příkaz abchazskému námořnictvu gruzínské lodě zničit, a jejich akce označil za pirátství.
Předtím v květnu 2009 se však zahraniční politika dostala pod palbu kritiky na tiskové konferenci, kterou uspořádali představitelé šesti opozičních stran včetně "jeho" sociální demokracie, kdy se nelichotivě vyjádřili i k Bagapšovým plánům pronájmu státních podniků ruskému kapitálu. Sám Šamba jejich kritiku odmítl a označil ji za tendenční. V té době se též spekulovalo, že bude Šamba díky jeho vysoké popularitě ve vlasti kandidovat v prezidentských volbách. Šamba však vůbec nekandidoval a sledoval znovuzvolení Sergeje Bagapše.

### Premiér Abcházie
13. února 2010 ho Sergej Bagapš jmenoval premiérem země, aby nahradil Aleksandra Ankvaba, jenž se stal viceprezidentem. V této době byla již bezpečnostní situace klidnější než v letech 2008–2009, tudíž se jeho vláda soustředila na těsnější spolupráci s Ruskem. O rok později se v tisku vyjádřil, že vládnoucí moc v Abcházii potřebuje mladou krev. Žádal též výměnu všech ministrů za mladou generaci. V té době však byla již vláda v demisi, neboť prezident Bagapš nečekaně zemřel a v předčasných prezidentských volbách se Šamba rozhodl kandidovat.

### Prezidentské volby 2011
Řádné prezidentské volby se měly konat až v roce 2014, ale dle abchazské ústavy bylo nutné zorganizovat prezidentské volby do tří měsíců od Bagapšova úmrtí 29. května 2011. Do voleb kandidoval Sergej Šamba proti Aleksandru Ankvabovi a Raulu Chadžimbovi. Za svého kandidáta na viceprezidenta si vybral náměstka předsedy státní komise mládeže a sportu Šamila Adzynbu. Šambova kandidatura byla oznámena dne 8. července a registrace kandidáta proběhla 16. července. O čtyři dny později všichni kandidáti prošli testem znalosti abcházštiny a jejich registrace byly centrální volební komisí schváleny. Šamba si pro svou kandidaturu zajistil podporu Strany ekonomického rozvoje Abcházie, Komunistické strany Abcházie a od členů Asociace mládeže. Voliče lákal též spuštěním mohutné internetové kampaně, přestože v Abcházii internet ještě nebyl masově rozšířený. Jeho volební kampaň vedl Beslan Ešba.
Vo volbách, které se uskutečnily 26. srpna 2011, Šamba skončil na druhém místě se ziskem 21,02 % hlasů. Po zveřejnění výsledků se Sergej Šamba stáhnul z vrcholové politiky. Dle pozorovatelů se mohl takto rozhodnout z důvodu, že by v příštích prezidentských volbách překročil ústavou omezený věkový limit 65 let, avšak sám Šamba o pár let později svůj odchod zdůvodnil tak, že chtěl uvolnit místo v politice mladší generaci a vyslovil názor, že Abcházie vstoupila do nové éry rozvoje, kdy se bude moc předávat bez nepokojů.

### Člen parlamentu a návrat do Jednotné Abcházie
Šamba se stal jedním z vůdců protestů opozice proti vládě prezidenta Aleksandra Ankvaba v roce 2014. Po dokonání záměru opozičníků a zvolení Chadžimby za nového prezidenta byl 28. prosince 2014 dodatečně zvolen poslancem v Abchazském lidovém shromáždění místo Adgura Charazii, jenž byl novým prezidentem jmenován primátorem Suchumu a musel tak parlament opustit. 27. ledna 2016 se Šamba vrátil do strany Jednotná Abcházie a nahradil Daura Tarbu ve funkci předsedy strany.

### Tajemník bezpečnostní rady státu
Dne 28. července 2020 byl Šamba novým prezidentem Abcházie Aslanem Bžanijou jmenován tajemníkem bezpečnostní rady státu.

## Dílo
Sergej Šamba napsal čtyři knihy, mnoho monografií a mnoho odborných článků vzdělávacího a politického charakteru. Zde je seznam knih dle ruské státní knihovny:
- 1982: О чем говорят монеты (O čem vypovídají mince)
- 1983: Монетное обращение в Абхазии с античной эпохи до начала распада единого Грузинского царства (V в. до н.э. - XIII в н.э.) (Oběh mincí v Abcházii od Antiky po počátek rozpadu jednotného Gruzínského království (5. stol. př. n. l. - 13. stol.))
- 1987: Монетное обращение на территории Абхазии (V в. до н.э. - XIII в. н.э.) (Oběh mincí na území Abcházie (5. stol. př. n. l. - 13. stol.))
- 1988: Гюэнос-I (Gjuenos-I)